# Petr Hubáček
Petr Hubáček (Brno, 2 settembre 1979) è un hockeista su ghiaccio ceco.

## Palmarès

### Mondiali
- 3 medaglie:
  - 1 oro (Germania 2001)
  - 1 argento (Lettonia 2006)
  - 1 bronzo (Slovacchia 2011)